# Donato Radogna
Donato Radogna (Bari, 23 novembre 1947) è un allenatore di pallavolo e dirigente sportivo italiano. Nel 2016 è stato nominato Allenatore Benemerito dalla Federazione Italiana Pallavolo.

## Biografia

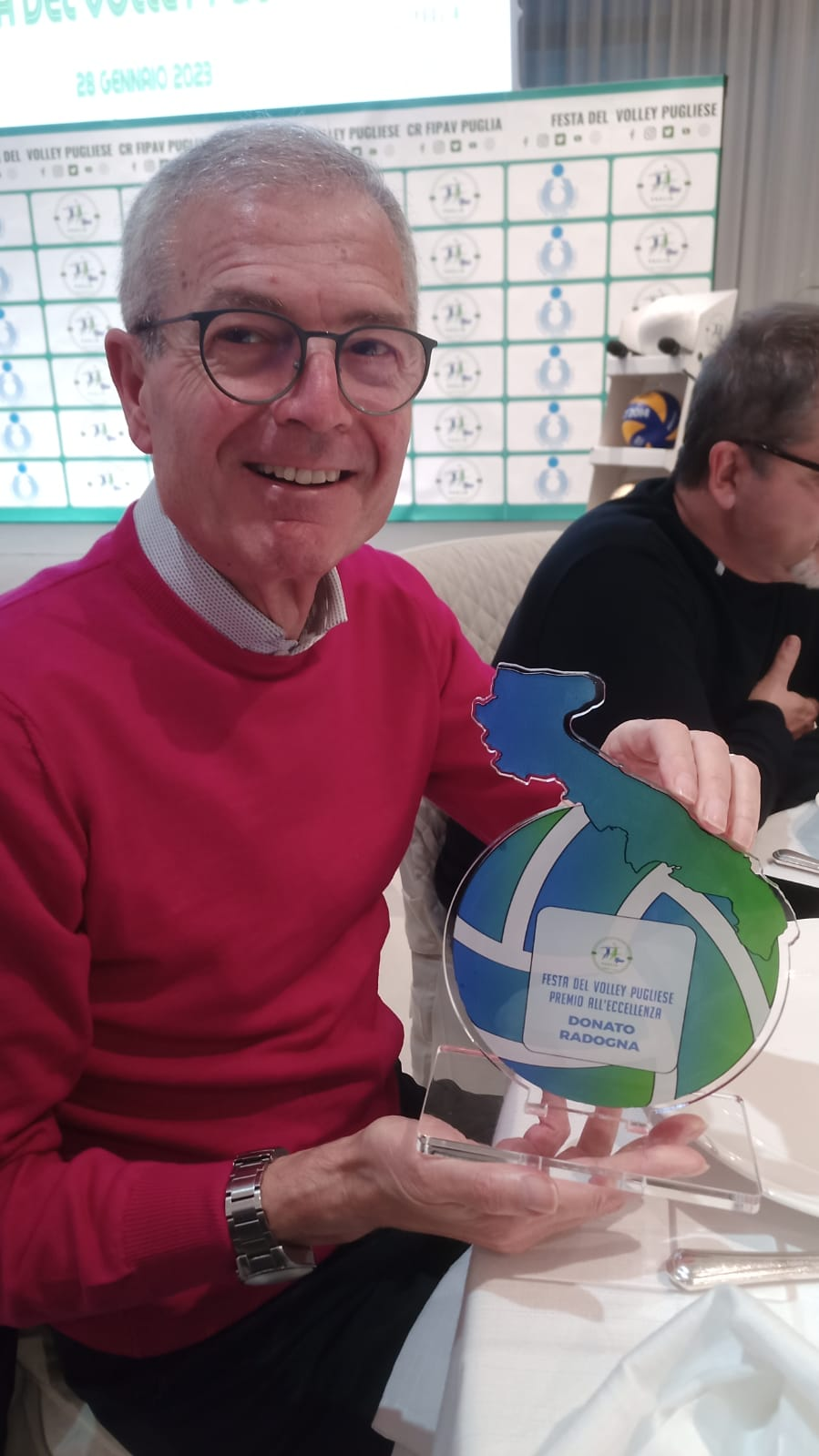
Premio alla carriera 28 gennaio 2023

Donato Radogna è il padre della pallavolista Roberta Radogna e nonno del pattinatore Nicolò Molfetta, 1 classificato al campionato regionale categoria allievi reg.b 2024,1 classificato al trofeo internazionale Apulia memorial Nicola Calò,2 classificato al campionato nazionale cat. allievi reg.b 2024. 
È stato docente di Educazione fisica e motoria nella scuola secondaria di secondo grado, oggi è in pensione.
Dal 2001 al 2003 ha insegnato Pallavolo all'Istituto superiore di educazione fisica (ISEF) presso l'Università degli Studi di Foggia.
Allenatore di grande capacità ed esperienza, iniziò a seguire, venticinquenne, squadre dilettantistiche femminili della provincia di Bari.
Donato Radogna è e sarà per sempre un punto di riferimento per la pallavolo nel sud Italia. Nella sua lunga e fiorente carriera ha totalizzato ben 14 promozioni, un totale di 25 anni di militanza in serie A e ha allenato atlete di altissimo livello come Danielle Scott, Cintha Boersma, Monique Adams, Maret Grothues, Annamaria Quaranta, Manuela Leggeri, Anna Vania Mello, Stefania Sansonna, Rodica Popa, Susanna Marè e tante altre.

## Carriera
Nel 1972, Radogna fu contattato da una piccola società di Bitonto che si chiamava Antares. Pur nella pochezza della 

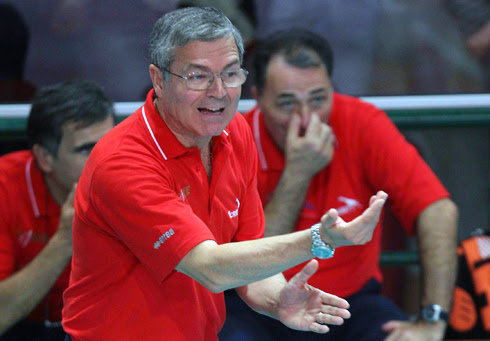
Radogna alla Florens Castellana Grotte

qualità tecnica della squadra, c’era un gruppo dirigenziale estremamente organizzato che convinse Radogna ad iniziare una collaborazione. Ogni anno salì di categoria. Le prime due promozioni le fece con ragazze che erano per il 90% di Bitonto; poi, arrivati in B, riuscì ad inserire la prima giocatrice importante che veniva da fuori, ovvero la ex-nazionale Vittoria Santunione.
Il distacco da Bitonto, sia pur progressivo, non fu del tutto indolore per la dirigenza dell'Antares, che si ritrovò a dover gestire la crescita continua del sodalizio e al contempo non voleva perdere la propria identità. Anche se Bari e Bitonto distano tra loro appena una ventina di chilometri, la distanza che l’Antares rischia di mettere tra sé e i suoi tifosi potrebbe essere assai più consistente. Nella stagione 1974-75 l'Antares guadagna la massima serie e, non perdendo tempo, chiude subito l'accordo per la stagione successiva con due atlete di altissimo livello: Rodica Popa miglior talento a livello europeo e Susanna Marè alzatrice della nazionale seniores che venivano entrambe da tre scudetti consecutivi vinti con la Valdagna Scandicci.
Nella stagione 1976-77 l'Antares ha disputato l’ultimo campionato della serie A unificata, prima della riforma che prevede lo sdoppiamento in A1 e A2. La squadra di Radogna non si qualificò tra le prime dodici e, alla fine del Trofeo Federale, fu collocata in A2, categoria che vinse subito nella stagione sportiva 1977-78.
Per l'Antares Bitonto, e per Donato Radogna, la svolta avvenne con l'incontro di Vittorio Tulimiero, amministratore delegato della 2000Uno, azienda che operava nel campo dei ricami fiorentini del Salento e che produceva corredi per spose. La partnership tra la ditta barese e la società bitontina portò alla promozione in A1 e alla volontà di volerci restare.
Con la, nuova nel nome ma non nella sostanza, 2000Uno Bari Radogna raggiunse la vittoria dello scudetto nella stagione 1978-79 che, ad oggi, resta l'unico scudetto vinto in Puglia da qualsiasi squadra sia femminile che maschile.
Nel 1978 fu nominato vice allenatore della Nazionale Italiana Seniores Femminile e nel 1979 vinse la medaglia d'oro ai Giochi del Mediterraneo che furono disputati a Spalato (HR).
Il 23 novembre 1979 ci fu il terremoto in Irpinia e quella disgrazia colpì indirettamente anche la squadra di Radogna perché lo sponsor 2000Uno vendeva la propria merce porta a porta in particolare nelle zone terremotate, di conseguenza l’azienda venne spazzata via letteralmente. Così la 2000Uno si vide costretta a vendere la società all’Amatori Volley Bari di Mimmo Magistro che mantenne poi la squadra ai vertici fino al 1985 con il nome di Victor Village Bari.

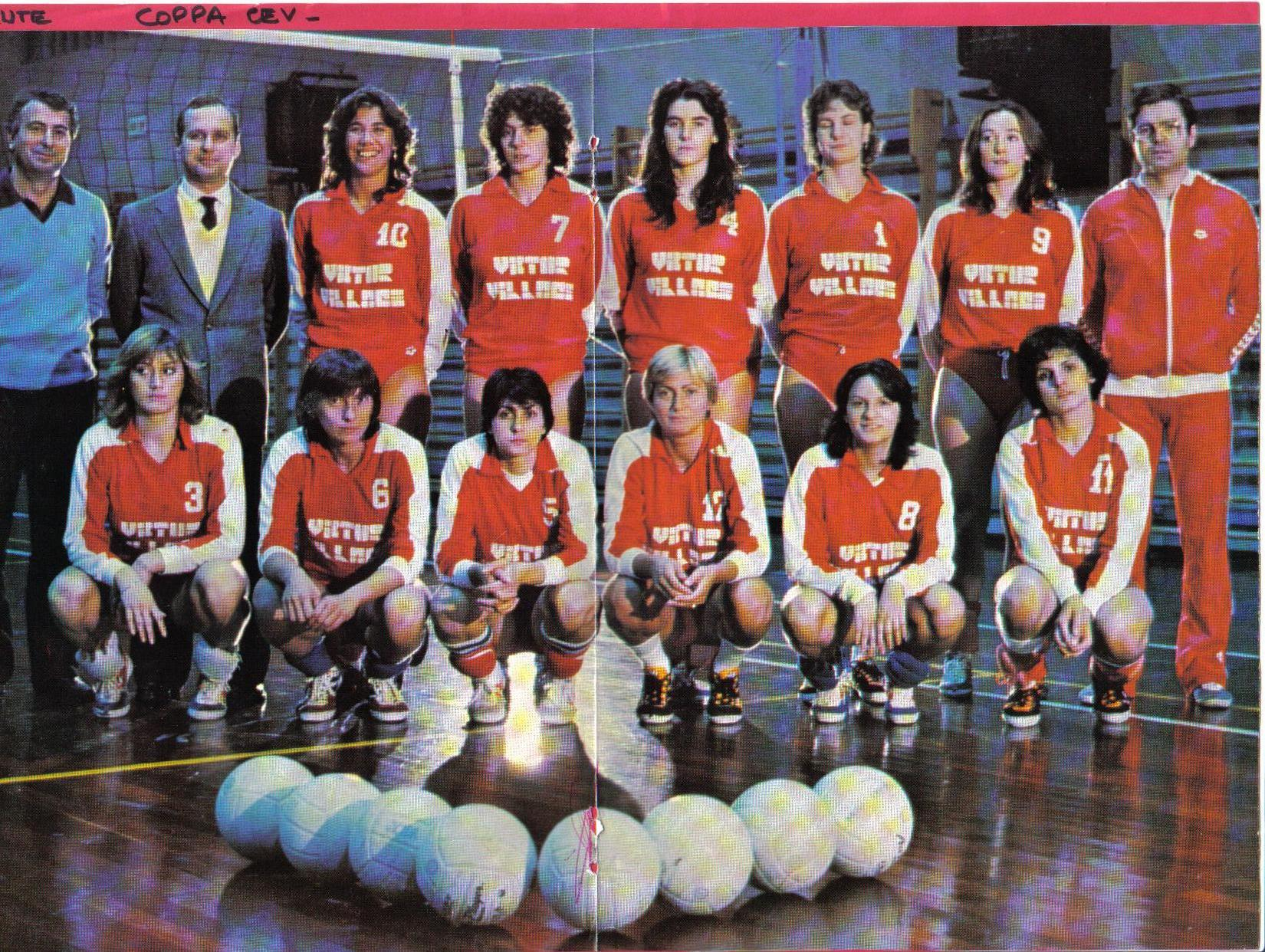
Victor Village Bari s.s. 1983-84

Nella stagione 1983-84,  Radogna era Direttore Sportivo, perse la finale scudetto contro la Teodora Ravenna e fu la prima squadra femminile italiana a conquistare un trofeo europeo, la Coppa Cev. Nella finale di Feuerbach, con quasi trecento tifosi italiani emigrati entusiasti, la squadra di Radogna batté in finale la Civ Modena.

Nel 1985 Radogna fu chiamato dal presidente Pinuccio Capurso (proprietario del famoso caseificio Gioiella ndr) a Gioia del Colle (BA) che aveva la squadra maschile militante in Serie B2. Guidò in tre anni la Capurso Gioia del Colle dalla Serie B2 all'A2. Approdò nella seconda serie nazionale ottenuta vincendo la Serie B1 nella stagione 1988-89.

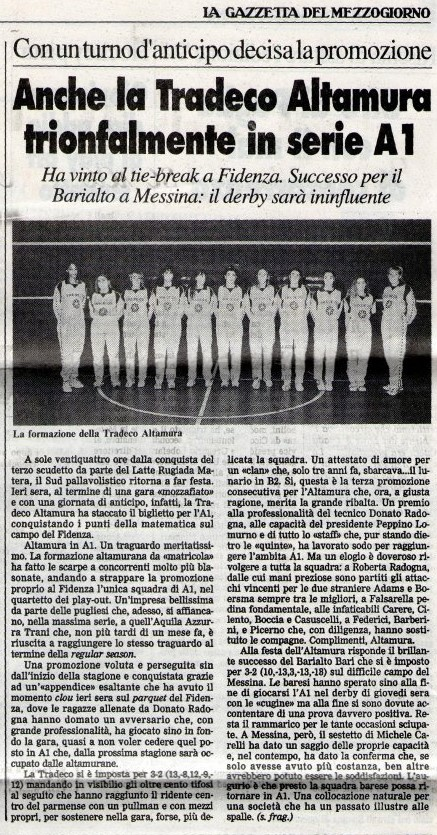
Articolo della Gazzetta del Mezzogiorno

Ritornò ad allenare squadre femminili a partire dal 1990, quando assunse la guida della Tra.De.Co. Altamura (BA), in B2. In sole cinque stagioni guidò la squadra fino alla promozione in A1 (1993-94) e alle semifinali play-off scudetto e alla Final Four di Coppa Italia nella stagione 1995-96. Dopo la rinuncia della squadra pugliese a prendere parte alla stagione 1996-97, allenò prima la Parmalat Matera e poi la Romanelli Firenze.

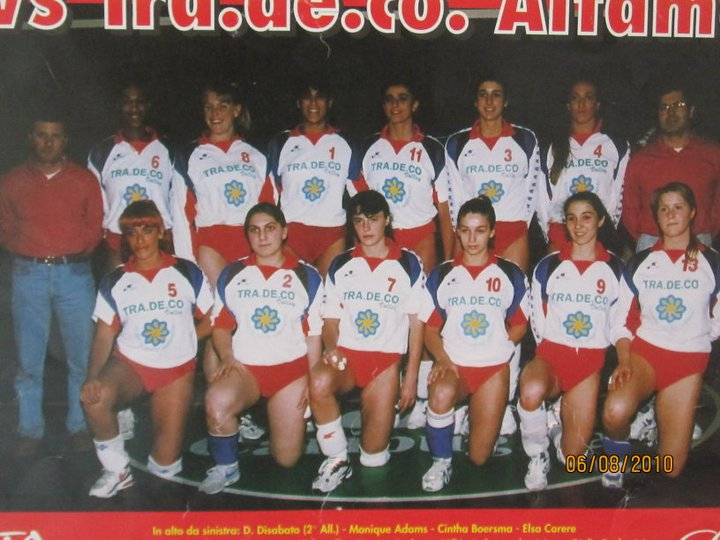
Formazione Tra.De.Co Altamura

Nel 1999 ritornò, dopo quattordici anni, all'Amatori Volley Bari. Assunse la guida tecnica della squadra (in A2) per tre stagioni avare di soddisfazioni. 

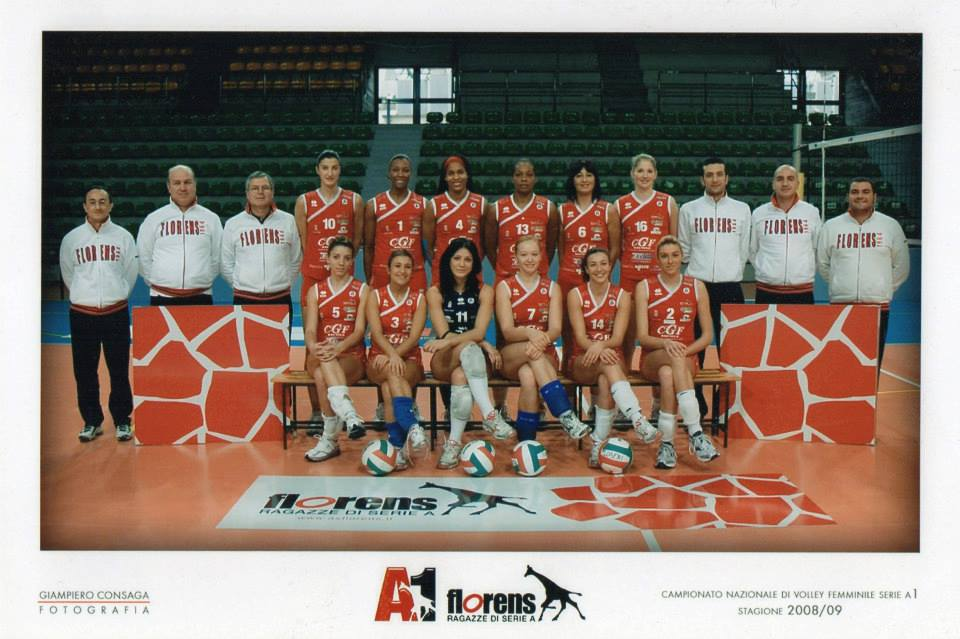
Florens Castellana s.s. 2008-09

Nel 2003 diventò direttore tecnico della Florens Castellana Grotte quando la squadra è in B2, la Florens Castellana targata Mancini Iveco dominò il girone G con 26 vittorie in altrettanti match disputati. Nel 2005 assunse il ruolo di allenatore, e dopo un triennio di progressione costante, arrivò la promozione in A2 con il primo posto nel girone D della B1 dopo una dura lotta con la Spes Matera, che si risolse solo nelle ultime giornate, e la vittoria nel doppio spareggio con Casette d’Ete, che aveva vinto il girone C. Raggiunta la promozione in Serie A1 nella stagione 2008-09 raggiungerà i quarti di finale scudetto; mentre nelle successive stagioni 2009-10 e 2010-11 raggiungerà gli ottavi di finale Scudetto.
Nella stagione 2011-12 si trasferì al Parma Volley Girls, neopromossa in A1, e terminò il campionato al 9º posto.
Nella stagione 2012-13 viene chiamato dalla Robur Tiboni Urbino Volley a stagione in corso per sostituire Ettore Guidetti. Al termine della stagione raggiunse gli ottavi di finale play-off scudetto e la fase a gironi della Champions League.
Nel 2016 la Federazione Italiana Pallavolo lo nominò allenatore benemerito.
Dal 2017 al 2020 è stato selezionatore regionale femminile della Puglia. Nel 2018 partecipò al Trofeo delle Regioni, perse l'accesso alla finale per un soffio (14-16 al tie-break) contro la selezione regionale del Piemonte. In compenso, la selezione regionale femminile della Puglia, terminò il trofeo al 4º posto un risultato storico mai raggiunto prima dai selezionatori suoi predecessori.
Il 28 gennaio 2023 la FIPAV Puglia gli ha consegnato il premio alla carriera.

## Palmarès

### Club
- Campionato italiano: 1

1978-79
- Coppa CEV: 1

1983-84

### Nazionale
Giochi del Mediterraneo 1979